# バンシー (コースター)
バンシー(英: Banshee)は、アメリカ合衆国オハイオ州の遊園地「キングスアイランド」のローラーコースターのひとつ。昔の「サン・オブ・ビースト」と「サンダー・アリー」の位置に設立され、2014年4月18日開業。世界最長のインバーテッドコースターで、全長4124フィート（≒1257メートル）である。最高速度は68マイル毎時（≒109km/h）、1時間当たりの収容人数は1650人。